# 張錫銘
張錫銘（1968年3月18日—），綽號小黑、惡龍，台南縣東山鄉（今台南市東山區）人，綁架集團首腦，十大槍擊要犯，2005年被捕落網，後被判處3個無期徒刑及有期徒刑55年6個月，目前於臺南監獄服刑中。

## 犯行
1995年張錫銘在台南縣槍殺林慶益後逃亡中國大陸，2003年偷渡回台後連續犯案。2004年1月綁架南投縣廣播電台主持人洪俊彥，同年4月綁架台南市當鋪業者鄭進富，同年7月綁架和欣客運少東楊尚書，在高雄縣大寮鄉潮寮村與同夥陳進雄遭遇警方圍捕時，挾持騎腳踏車經過的老農，又攔下一輛保全車輛挾持保全員，與警方交火時老農趁隙脫險，張錫銘則與陳進雄挾持保全員在眾目睽睽下成功逃走。2005年3月綁架電玩大亨于國柱，同年6月綁架桃園砂石業者王靖壹。前後與其黨羽犯下7起重大綁架案，勒贖金額最高達5億新台幣，共取得贖款一億餘新台幣。2005年在與台灣警方激烈槍戰後中彈落網，落網後雖坦承犯行但始終拒絕交代共犯和幕後主使。

## 審判
張錫銘因持槍殺人2007年一審被判無期徒刑確定入監執行，擄人勒贖部分二審因「姑念其未凌虐、施暴於各被害人，足見其人性尚未泯絕」判處無期徒刑，但中華民國最高法院認為張錫銘前後要求的贖金超過四十億新台幣且有洗錢行為，遂又發回更審。最後於2008年因連續擄人勒贖、連續強盜擄人勒贖部分判處張錫銘2個無期徒刑，連續擅自持有自動步槍部分判處有期徒刑20年，再加上毀損公物、出借步槍、殺人未遂、偽造文書等案件，總共被判處3個無期徒刑以及合計55年6個月的有期徒刑，合併執行無期徒刑、併科罰金800萬元定讞。

## 後續
張錫銘2009年在獄中看見《蘋果日報》2008年報導其前科時除了殺人、擄人勒贖和槍砲外多了其未犯的毒品，因此向台南地檢署控告《蘋果日報》記者妨害名譽，但檢察官認為前科檔案是《蘋果日報》的資料室負責，對記者作不起訴，張錫銘遂轉而控告《壹週刊》社長裴偉等3人加重誹謗，但檢察官認為裴偉不負責《蘋果日報》，再次裁定不起訴。
張錫銘2018年透過友人在臉書社團「爆料公社」發表陳情書，質疑矯正署為何不能讓受刑人自由使用勞作金繳納國民年金保險，引發網友議論。矯正署發言人黃建裕對此表示須考量金額是否足以支付等問題，會在研擬修正《監獄行刑法》時探討此事可行性。